# Diaphus metopoclampus
Diaphus metopoclampus är en fiskart som först beskrevs av Anastasio Cocco 1829.  Diaphus metopoclampus ingår i släktet Diaphus och familjen prickfiskar. Inga underarter finns listade i Catalogue of Life.